# اینبورگ شونر
اینبورگ شونر (آلمانی: Ingeborg Schöner؛ زادهٔ ۲ ژوئیهٔ ۱۹۳۵) بازیگر سینما اهل آلمان است. وی بازیگر فیلم‌هایی همچون اولین روز بهار و عشق و ازدواج بوده‌است.